# Мишина, Надежда Владимировна
Мишина Надежда Владимировна (4 февраля 1991, Челябинск) — российская волейболистка, центральная блокирующая.

## Биография
Воспитанница челябинской волейбольной школы Олимпийского резерва. Многократная чемпионка первенства России среди учащихся своего возраста. Чемпионка 3-й летней Спартакиады учащихся России 2007 года. В 2008 году была приглашена в команду «Автодор-Метар», где отыграла 5 лет до 2013 года. После окончания контракта с «Автодор-Метаром» перешла в уфимскую команду «Уфимочка-УГНТУ» (2013—2014). В 2014—2015 годах представляла команду «Воронеж». В 2015—2016 годах вернулась в челябинский «Автодор-Метар». В 2017—2018 годах выступала за казахстанский волейбольный клуб «Астана». С 2018 года вновь выступает за «Динамо-Метар».